# Vilanant
Vilanant ist eine Gemeinde im Nordosten Spanien; sie gehört zur Provinz Girona und zur autonomen Region Katalonien. Vilanant hat 402 Einwohner (Stand: 2024).

## Sehenswürdigkeiten
- Kirche Santa Maria de Vilanant (1018)
- Kapelle Sant Sebastià (17. Jahrhundert)
- Kapelle Sant Jaume (18. Jahrhundert)
- Eremitage Sant Salvador de Coquells (11. Jahrhundert)